# Badewanneneffekt (Psychologie)
Der Badewanneneffekt bezeichnet nach Sigmund Freud in der Psycholinguistik das Phänomen, dass man sich bei ungebräuchlichen Wörtern oftmals an Wortanfang und Wortende, nicht aber an den Mittelteil eines Wortes erinnert. In der Literatur spricht man daher – in Analogie zu einem badenden Menschen, bei dem nur Kopf und Füße aus dem Wasser reichen – von Badewanneneffekt.
Anhand von Tip of the tongue(TOT)-Experimenten hat man herausgefunden, dass Versuchspersonen, denen Definitionen von relativ ungebräuchlichen Wörtern vorgelesen wurden (z. B. Sextant), Wörter benennen, bei denen 80 Prozent der genannten Anlaute und mehr als 70 Prozent der Auslaute entweder dem Zielwort entsprechen oder aber ihm sehr ähnlich sind.
Entsprechend zeigte eine andere Studie, dass man sich im Allgemeinen leichter an den Wortanfang als an das Ende des Wortes erinnert. Bei etwa 500 TOT-Situationen wurde in 51 Prozent der Fälle das erste Phonem richtig getroffen, das letzte Phonem nur in 35 Prozent.